# Oomph!
Pour leur album, voir Oomph! (album).
Oomph! [uːmf], également typographié OOMPH!, est un groupe de metal industriel allemand originaire de Brunswick. Formé en 1989, le groupe chante en allemand et en anglais et le style musical, aux accents martiaux, est un assemblage de guitares électriques, d'échantillons et d'électroniques comparable à celle jouée par d'autres groupes de la Neue Deutsche Härte.
Oomph! est composé depuis ses débuts et jusqu'à septembre 2021 de trois membres : Crap (guitare et synthétiseur), Dero (chant, batterie et composition) et Flux (guitare, échantillonneur, synthétiseur et basse). Sur scène, Dero chante tandis que Crap et Flux jouent de la guitare. D'autres musiciens officient à la batterie et à la basse (sont notamment cités comme live support sur certains albums : Leo à la batterie, Tobi ou Hagen à la basse).

## Biographie

### Débuts (1989–2002)
En 1989 Andreas Crap et Stephan Musiol, dit Dero, des amis d'enfance, rencontrent Robert Flux dans un festival rock régional. Le courant passe bien et ils décident de former un groupe avec une musique bien à eux. Le groupe connaît des débuts laborieux, car il peine à trouver son public ; le trio mélange l'EBM, le metal et la musique gothique, style plus tard baptisé Neue Deutsche Härte. Ces périodes dures de doutes permettent au groupe de forger sa personnalité et de poser les premières pierres de la marque de fabrique Oomph!
Le changement de style musical d'Oomph! s'effectue entre leur album homonyme, publié en 1992, et son successeur Sperm (1994) qui s'oriente vers de la guitare heavy metal accompagnée par les racines électroniques du groupe. Oomph! publie son premier album au label Machinery Records de Jor Jenka qui publiera leurs autres albums sur son autre label, Dynamica. Ces labels seront rachetés par Sanctuary Records vers 1996 ou 1997.
Oomph! signe finalement avec Virgin Schallplatten chez qui ils publient entre 1998 et 2001 trois albums. En 1998 sort Unrein, album sombre et froid, qui crée définitivement un lien avec la musique gothique. Il atteint la 37e place des Media Control Charts et la 38e place des classements autrichiens. S'ensuivront deux albums beaucoup plus mélodiques visant à toucher un plus grand public : Plastik qui comporte une chanson en collaboration avec Nina Hagen et Ego. Le 20 mai 2002, Oomph! participe à l'Ozzfest en Allemagne aux côtés de Black Label Society, Tool et Ozzy Osbourne. Le groupe apparaît au festival With Full Force le 5 juillet 2002. Le 19 décembre 2002, Oomph! ouvre pour Apoptygma Berzerk.

### Wahrheit oder PflichtetGlaubeLiebeTod(2004–2007)
C'est en 2004, lors de la sortie de l'album Wahrheit oder Pflicht, que le groupe connaît la consécration : le single Augen Auf! reste premier des charts allemands pendant cinq semaines, ce qui permet à Wahrheit Oder Pflicht de devenir plusieurs fois disque d'or et disque de platine. En juin 2004, Oomph! joue aux festivals européens Dynamo Open Air le 5 juin aux Pays-Bas, et au Graspop Metal Meeting le 25 juin en Belgique. Leur single Augen auf! fait partie de la bande originale du jeu vidéo FIFA 2005,. Oomph! participe pour la première fois au Wacken Open Air le 4 août 2005. En février 2006 sort le single Gott Ist Ein Popstar. Il est orienté plus pop mais aborde la religion comme un show people, ce qui choque, et ils sont censurés aux Echo Music Awards.
Ce n'est qu'à la fin de 2006 que l'album GlaubeLiebeTod sort dans les bacs. Entre-temps, le groupe enregistre deux chansons pour une compilation que Sony leur consacre, Delikatessen, contenant les titres inédits The Power of Love et Gekreuzigt 2006. Il est suivi d'une tournée et d'un DVD live intitulé Rohstoff. Le 9 février 2007, le groupe publie le dernier single de l'album GlaubeLiebeTod, Träumst Du?, avec une participation de la chanteuse Marta Jandová de Die Happy. Le single atteint la neuvième place des Media Control Charts. Oomph! joue la chanson sur scène le même jour à l'édition 2007 du Bundesvision Song Contest et atteint la première place,,. Le 6 juillet 2007, Oomph! ouvre pour Metallica à Vienne en Autriche. Le premier DVD d'Oomph!, Rohstoff, qui comprend 23 chansons, est publié le 20 juillet 2007.

### MonsteretTruth or Dare(2008–2010)

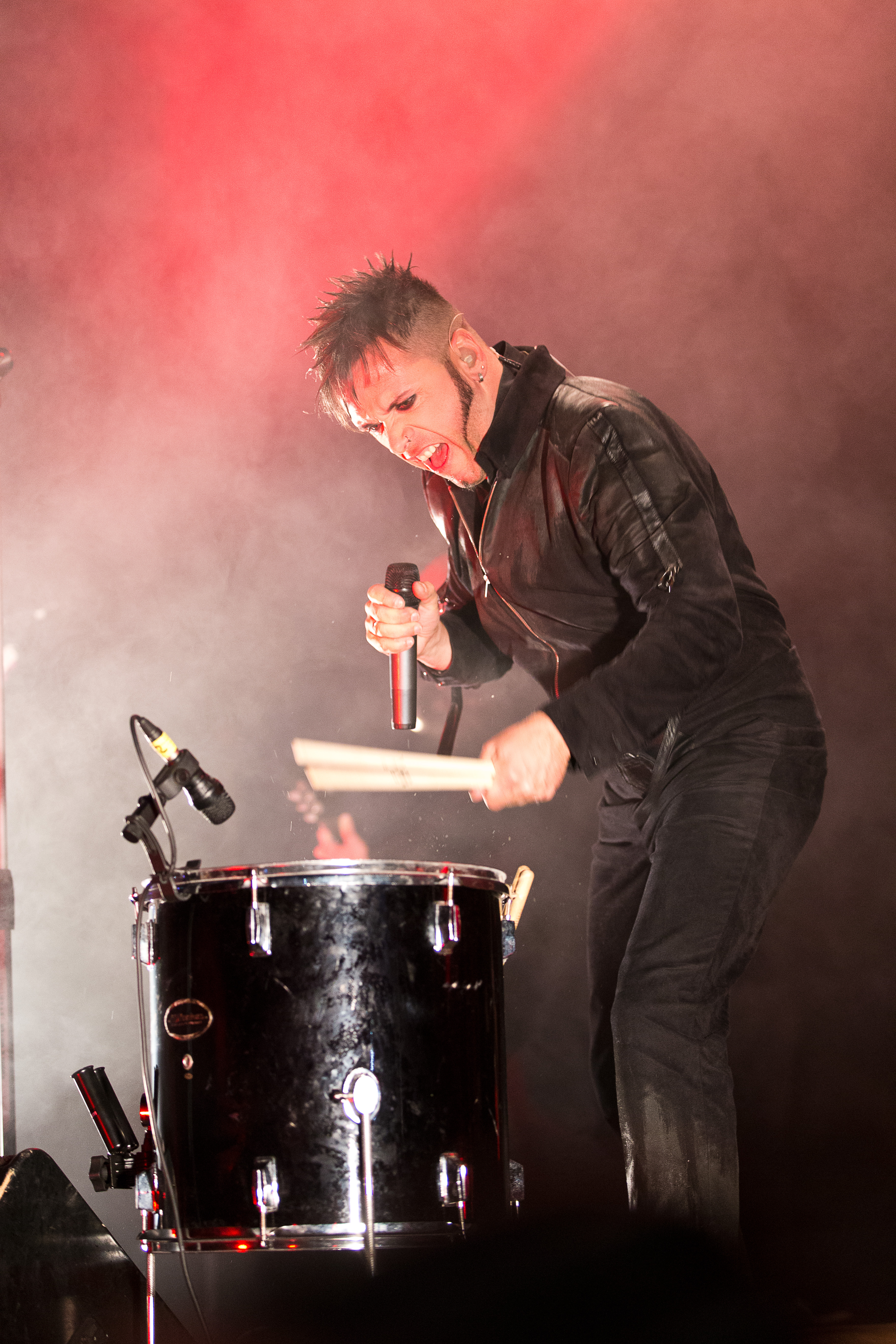
Dero sur scène au Nocturnal Culture Night Festival en 2015.

En 2008, Oomph! sort l'album Monster, qui confirme leur succès. En 2009, le groupe fête ses vingt ans. Oomph! ouvre pour Marilyn Manson le 24 juin 2009 à Linz.
Le 26 février 2010, le groupe publie sa quatrième compilation, Truth or Dare, sur laquelle les chansons du groupe sont réenregistrées en anglais. Puis, du 24 avril au 22 octobre, le groupe tourne en Europe en soutien à cette compilation.
Le 10 septembre 2010, Oomph! enregistre la chanson Sieger, écrite pour les ESL Pro Series 17.

### Des Wahnsinns fette BeuteetXXV(2011 - 2021)
Flux annonce le 8 octobre 2011 l'enregistrement d'un nouvel album, qui sera terminé en fin novembre. Le nouvel album est intitulé Des Wahnsinns fette Beute et publié le 18 mai 2012. Le premier single, Zwei Schritte vor, est publié le 4 mai 2012. Oomph! part ensuite pour une tournée européenne à partir de mai à octobre en Russie, Ukraine, Suisse, Allemagne, Autriche, Lituanie, Pays-Bas, Espagne et en France. Les festivals confirmés sont le Nova Rock Festival, Wacken Open Air et le Summer Breeze Open Air.
En 2012, le groupe ajoute deux nouveaux membres live : Okusa aux percussions et El Friede aux claviers.
Le 16 mai 2014, Dero annonce pour 2015 un nouvel album et une tournée britannique. Oomph! annonce sur Facebook le 23 mai 2014 un nouveau batteur live, Martin Bode, qui jouera avec eux pour la première fois au festival Wave Gotik Treffen en juin. Ils annoncent l'album XXV le 31 juillet 2015. Le premier single extrait de l'album s'intitule Alles aus Liebe et est publié le 17 juillet 2015. En septembre 2015, Oomph! annonce que leur album GlaubLiebeTod a été certifié disque d'or avec 100 000 exemplaires vendus, neuf ans après sa sortie. Le 5 décembre 2015, Oomph! annonce sa nomination pour trois Global Metal Apocalypse.
Oomph! embarque dans une tournée européenne en avril 2016 en soutien à XXV. Ils jouent en France du 12 au 20 avril 2016. Ils donnent un concert au Mexique le 3 décembre 2016.
Le 29 septembre 2021, le groupe annonce qu'au 30 du même mois, Dero ne fera plus partie du groupe, qui ne se composera désormais que de Crap et Flux.

### Richter und Henker(2023–present)
Le 22 Juin 2023, le groupe annonce que "A new era for Oomph! is here", et que Daniel "Der" Schulz va être le nouveau chanteur. Le premier single et clip sortent le 11 Juillet. Le nouvel album Richter und Henker sera disponible le 8 Septembre 2023 [12].

## Textes
Les textes abordent des thèmes comme l'amour, la haine, la souffrance et le réconfort. Ils parlent, entre autres, de la vie, de la mort ainsi que de l'ignorance du genre humain face à la religion qui est, d'après eux, la pire faiblesse de l'homme[réf. nécessaire].

## Membres

### Membres actuels
- Der Schulz (Daniel Schulz) - chant (depuis 2023)
- Crap (Thomas Döppner) – guitare solo, claviers, chœurs (depuis 1989)
- Flux (René Bachmann) – guitare rythmique, samples, basse, chœurs (depuis 1989)

### Membres live
- Hagen Godicke - basse, chœurs (depuis 2002)
- Okusa (Patrik Lange) - percussions, batterie électronique (depuis 2012)
- Silvestri (Michael Merkert) - batterie (2012–2013, depuis 2015)
- Felix - claviers, chœurs (depuis 2016)

### Anciens membres
- Dero Goi (Stephan Musiol) (1989-2021)

### Anciens membres live
- Leo (Christian Leonhardt) – batterie, percussions (1993–2012)
- Tobi (Tobias Gloge) – basse, chœurs (1993–2002)
- Martin Bode - batterie (2013–2015)
- El Friede - claviers, synthétiseurs, chœurs (2012–2015)

## Discographie

### Compilations
- 1996 : 1991 - 1996 : The Early Works (Sorti par leur ancienne maison disque)
- 2006 : Best of Virgin Years (Sorti par leur précédente maison disque)
- 2006 : Delikatessen (Inclus 2 titres inédits)
- 2007 : Delikatessen vs. Rohstoff

### Singles
- 1992 : Ich bin Du
- 1992 : Der neue Gott
- 1993 : Breathtaker
- 1993 : Sex
- 1994 : 3+1
- 1995 : Ice-Coffin
- 1998 : Gekreuzigt
- 1998 : Unsere Rettung
- 1999 : Das Weiße Licht
- 1999 : Fieber feat. Nina Hagen
- 2000 : Niemand
- 2002 : Supernova
- 2004 : Augen Auf!
- 2005 : Brennende Liebe feat. L'Âme Immortelle
- 2005 : Sex Hat Keine Macht
- 2006 : Gott Ist Ein Popstar
- 2006 : Das letzte Streichholz
- 2006 : Die Schlinge feat. Apocalyptica
- 2006 : Gekreuzigt 2006 + The Power Of Love
- 2007 : Träumst du feat. Marta Jandová
- 2008 : Wach Auf!
- 2008 : Beim ersten Mal tut's immer weh (promo édition)
- 2008 : Labyrinth
- 2008 : Auf Kurs (promo edition)
- 2009 : Sandmann
- 2010 : Ready or Not (I'm Coming) (promo édition)
- 2012 : Zwei Schritte Vor

### DVD
- 2006 : Best of Virgin years (DVD bonus comprenant : 5 clips vidéo)
- 2007 : Rohstoff
- 2007 : Delikatessen vs. Rohstoff
- 2008 : Monster (DVD bonus comprenant : 1 Studio Report + 2 clips vidéo + 1 making-of + photogalerie + liens)
- 2012 : Des Wahnsinns fette Beute (DVD bonus comprenant : 1 Studio Report + 2 clips vidéo + 1 making-of + Trailers + photogalerie)

### Bande originale
Le titre Wach Auf! est présent dans la bande originale du film Aliens vs. Predator: Requiem sorti en 2007.